# Heliconius tecta
Heliconius tecta är en fjärilsart som beskrevs av Riffarth 1900. Heliconius tecta ingår i släktet Heliconius och familjen praktfjärilar. Inga underarter finns listade i Catalogue of Life.